# Sobre Todas as Forças
Sobre Todas as Forças é o terceiro álbum de estúdio da banda de reggae brasileira Cidade Negra. É o primeiro álbum com Toni Garrido como vocalista da banda.
Foi um grande sucesso de público, pois deu grande destaque ao reggae, um ritmo não muito popular no país na época, além de ter emplacado hits como "Doutor", "Pensamento" e "A Sombra da Maldade". Possui participações especiais de Gabriel o Pensador e Shabba Ranks, além de uma música composta por Marisa Monte e Nando Reis (o sucesso "Onde Você Mora?"). O álbum vendeu mais de 800 mil cópias.
A faixa "Onde Você Mora" foi encomendada pelo produtor Liminha a Nando. Nando então mostrou a Marisa duas músicas diferentes, mas ela o recomendou que juntasse ambas, e assim o trecho que começa com "Cê vai chegar em casa..." foi acrescentado ao resto da canção. Quando apresentou o trabalho para Liminha e o resto da banda, Nando sentiu que ele não causou muito impacto, mas o produtor mais tarde ouviu sua filha, que estava no estúdio no momento da apresentação, cantarolando a música e dizendo que ela era linda, e foi aí que o produtor viu potencial para a faixa.

## Lista de faixas
| N.º | Título                            | Letras                                                  | Duração |  |
| 1.  | "Mucama" (com Gabriel o Pensador) | Bino Farias, Da Gama, Lazão, Toni Garrido               | 3:01    |  |
| 2.  | "Querem Meu Sangue"               | Jimmy Cliff, Versão: Nando Reis                         | 3:21    |  |
| 3.  | "Downtown" (com Shabba Ranks)     | Bino Farias, Da Gama, Lazão, Ras Bernardo, Toni Garrido | 3:58    |  |
| 4.  | "Luta de Classes"                 | Chico Amaral, Samuel Rosa                               | 3:39    |  |
| 5.  | "Minha Irmã"                      | Da Gama, Charles Marsillac, Toni Garrido                | 4:09    |  |
| 6.  | "Doutor"                          | Bino Farias, Da Gama, Lazão, Toni Garrido               | 2:57    |  |
| 7.  | "Onde Você Mora?"                 | Marisa Monte, Nando Reis                                | 4:58    |  |
| 8.  | "A Sombra da Maldade"             | Da Gama, Toni Garrido                                   | 4:44    |  |
| 9.  | "Casa"                            | Bino Farias, Da Gama, Lazão, Toni Garrido               | 3:59    |  |
| 10. | "Pensamento"                      | Bino Farias, Da Gama, Lazão, Ras Bernardo               | 3:11    |  |

## Créditos
Cidade Negra
- Toni Garrido - voz
- Bino Farias - baixo
- Da Gama - guitarra
- Lazão - bateria, programação de bateria em "Onde Você Mora?"

Músicos convidados
- Ricardo Barreto - guitarra
- Alex Meirelles - teclados
- Enrico de Paoli - teclados (menos em "Querem Meu Sangue", "Downtown", "Doutor" e "A Sombra da Maldade"), programação de bateria em "Onde Você Mora?"
- Marcos Suzano - percussão
- Liminha - sampler ("Freddie King") em "Mucama", guitarra em "Querem Meu Sangue", "Onde Você Mora?", teclados em "Querem Meu Sangue", programação de bateria em "Onde Você Mora?" e "A Sombra da Maldade", teclado baixo em "Onde Você Mora?", sampler em "A Sombra da Maldade"
- Zé Carlos - saxofone em "Querem Meu Sangue", "Luta de Classes"
- Márcio Montarroyos - trompete em "Querem Meu Sangue", "Luta de Classes"
- Serginho - trombone em "Querem Meu Sangue", "Luta de Classes"

Produção
- Liminha - produção, gravação, mixagem
- Enrico de Paoli, Guilherme Callichio, Renato Munhoz - gravação
- Vitor Farias - gravação, mixagem
- Everaldo Andrade, Márcio Thees, Renato Munhoz - assistentes de estúdio
- Paulo Henrique Lima - assistência técnica